# Anno Hideaki
Anno Hideaki (庵野秀明, 1960. május 22. –) japán animációs és élőszereplős filmek rendezője. Elsősorban a Neon Genesis Evangelion című animének köszönheti hírnevét, amelyhez saját depressziós időszakának tapasztalataiból merített. Betegsége egy mélyen elgondolkodtató, ugyanakkor nyugtalanító és megrázó természetű sorozatot eredményezett, mára azonban teljes életet él, és a történet újramesélésén dolgozik.
Anno a híres japán Gainax rajzfilmvállalat megalapítóinak egyike. 2006-ban kilépett, hogy saját stúdiót hozzon létre.

## Munkái

Anno Hideaki 2007-ben

### Rendezőként
- Gunbuster (1988)
- Nadia: The Secret of Blue Water (1990–1991)
- Sin Sziki Evangelion (Neon Genesis Evangelion) (1995–1996)
- Evangelion: Death and Rebirth (1997) [Executive rendező]
- The End of Evangelion (1997) [Executive rendező]
- Kare Kano (His and Her Circumstances) (1998)
- Love & Pop (1998)
- Siki-Dzsicu (2000)
- The Invention of Destruction in the Imaginary Machines 空想の機械達の中の破壊の発明 Kuszó no Kikai-tacsi no Naka no Hakai no Hacumei (2002 rövidfilm)
- Cutie Honey (2004)
- Re: Cutie Honey (2004) [Supervising rendező]
- Rebuild of Evangelion (2007–2021) [Executive rendező]
- Sin Godzilla (2016)

## Érdekességek
- Animációs munkássága az 1984-es Nauszika – A szél harcosai című filmmel kezdődött, amelyen animátorként dolgozott.[4]
- Vegetáriánus.[4] Egy TV műsorban, melyben ellátogatott régi iskolájába, kijelentette, hogy inkább meghalna, semmint hogy megegye az ottani, húst tartalmazó kosztot.
- A Neon Genesis Evangelion utolsó két epizódja akkora csalódást okozott sok rajongónak, hogy gyilkossággal fenyegették meg Anno-t. Egyesek szerint a sorozatot lezáró, End of Evangelion című film egyfajta bosszú gyanánt tartalmazott annyi nehezen feldolgozható és felkavaró jelenetet.[4]
- A stúdió dolgozói olyan lehangolónak találták az Evangelion-t, hogy következő munkájukat, az FLCL-t szándékosan humorosra tervezték, és távol tartották tőle Anno-t.
- Saját bevallása szerint alacsony az önbecsülése.